# 356 f.Kr.
| 356 f.Kr.          |
| ------------------ |
| Dødsfald - Fødsler |
|                    |

## Begivenheder
- 21. juli – Ifølge traditionen påsætter Herostratos ild til Artemistemplet i Efesos som nedbrænder.

## Født
- 20/21 juli – Alexander den Store (død 323 f.Kr.)

## Dødsfald
- Herostratos, herostratisk berømt græsk brandstifter

| År | Spire Denne artikel om et år, årti, århundrede eller årtusinde er en spire som bør udbygges. Du er velkommen til at hjælpe Wikipedia ved at udvide den. |